# Wałentyna Miszak
Wałentyna Hryhoriwna Miszak, z domu Wołoszczuk (ukr. Валентина Григорівна Мішак (Волощук), ur. 16 stycznia 1942 w Tyraspolu, zm. 1 września 2022 w Odessie) – ukraińska siatkarka, reprezentantka Związku Radzieckiego, medalista igrzysk olimpijskich, mistrzostw świata, mistrzostw Europy i uniwersjady.

## Życiorys
Miszak trzykrotnie zdobywała mistrzostwo letnich uniwersjad, w 1961 w Sofii, 1965 w Budapeszcie i 1970 w Turynie. W reprezentacji Związku Radzieckiego grała w latach 1959–1975. Zdobyła srebrny medal na mistrzostwach świata 1962 rozgrywanych w ZSRR oraz złoty medal na mistrzostwach Europy w Rumunii. Wystąpiła na igrzyskach olimpijskich w Tokio. Zagrała wówczas we wszystkich pięciu meczach. Reprezentantki Związku Radzieckiego odniosły jedną porażkę (z Japonkami) i zajęły drugie miejsce w turnieju. W 1967 obroniła tytuł mistrzyni starego kontynentu podczas turnieju w Turcji.
Była zawodniczką klubu Buriewiestnik Odessa od 1959 do zakończenia kariery sportowej w 1975. W mistrzostwach Związku Radzieckiego zajmowała 1. miejsce w 1961 oraz 3. miejsce w 1962, 1967 i 1971. Jest tryumfatorką pucharu ZSRR z roku 1974 i Puchar Europy Mistrzyń Krajowych z 1962.
Za osiągnięcia sportowe została w 1971 wyróżniona tytułem Zasłużony Mistrz Sportu ZSRR. Została umieszczona na liście 24 najlepszych siatkarek ZSRR. W 1962 ukończyła studia w Instytucie Pedagogicznym w Odessie. Po zakończeniu kariery sportowej pracowała jako nauczycielka wychowania fizycznego. Mieszka w Odessie.